# Graz-Seckaus stift

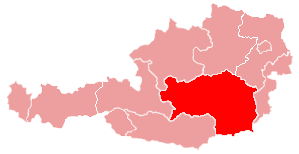
Graz-Seckaus stift i södra Österrike, med de gränser det haft sedan 1859.

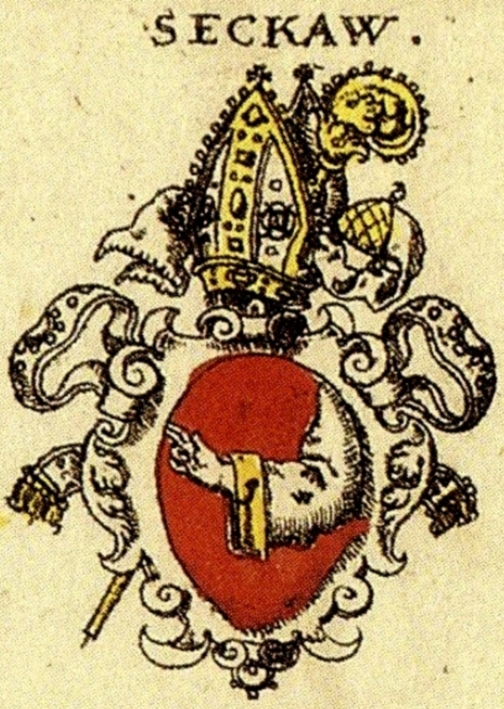
Seckaus stifts vapen anno 1605.

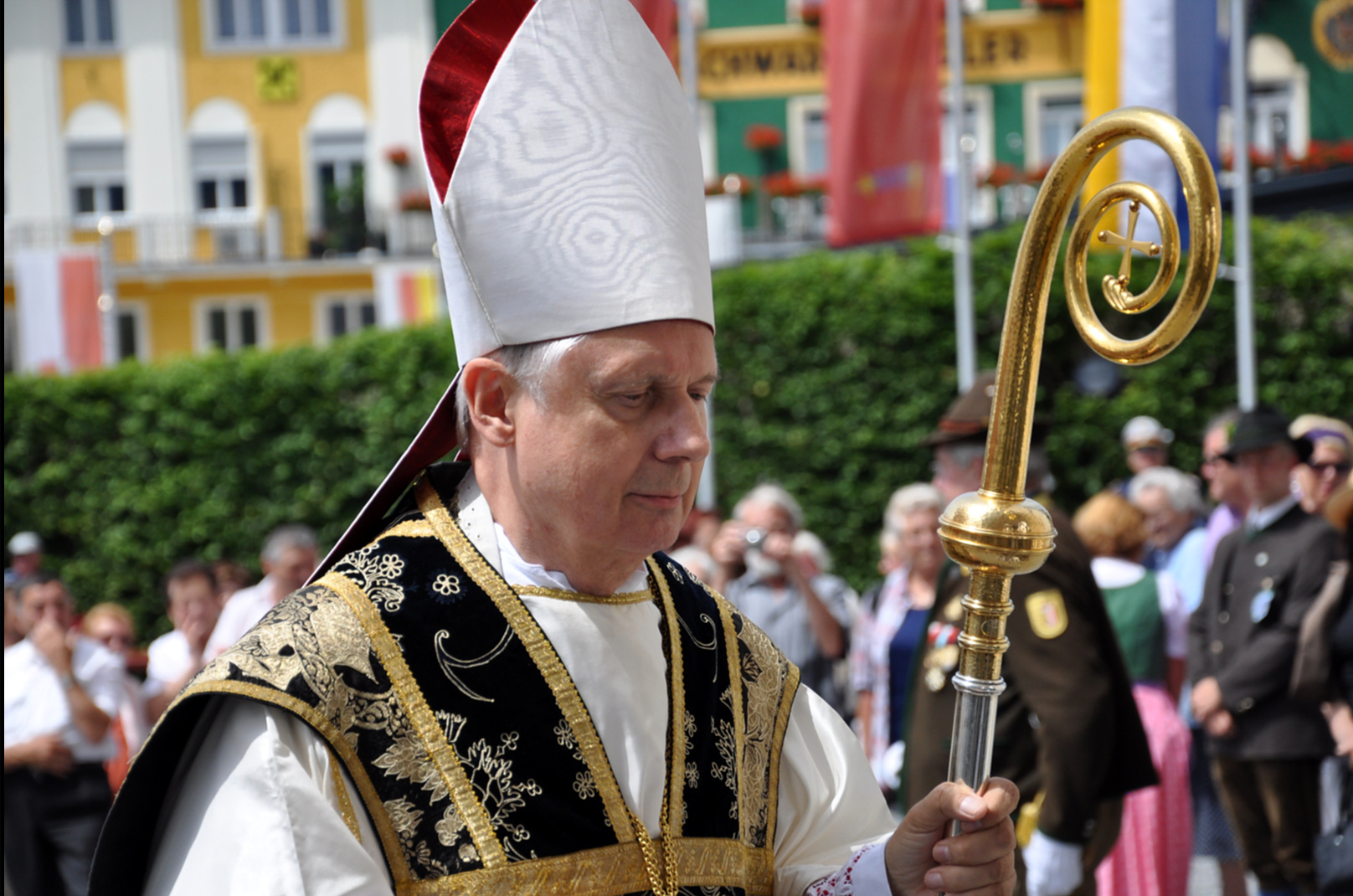
Egon Kapellari, biskop av Graz-Seckau sedan 2001, i Mariazell 2011 för att fira requiem över Otto von Habsburg.

Graz-Seckaus stift är det stift inom Romersk-katolska kyrkan i Österrike som geografiskt motsvarar delstaten Steiermark. Stiftet ingår i Salzburgs kyrkoprovins och har säte i Graz, där Graz domkyrka är belägen. Det består av 388 församlingar indelade i 25 dekanat. 2014 hade Graz-Seckaus stift 455 präster och 78 diakoner i det permanenta diakonatet, varav 20 är diakoner på heltid.

## Historia
Seckaus stift grundades 22 juni 1218 av ärkebiskopen av Salzburg Eberhard II med tillstånd från påven Honorius III. Den tysk-romerske kejsaren Fredrik II gav sitt godkännande 26 oktober 1218 och gjorde stiftets biskopar till furstbiskopar. Stiftets säte låg från början i klostret Seckau, och Seckau fortsatte att betraktas som stiftssäte fast biskopens residens snart flyttades ut från klostret till slottet Seggau. 
Under den habsburgske kejsaren Josef II (1741-1790) utökades stiftets geografiska område. Kejsaren ville egentligen göra Graz till ärkestift, och flyttade biskopssätet 1786 till Steiermarks nuvarande huvudstad Graz. Ärkebiskopen i Salzburg satte sig dock emot, och Seckaus stift förblev ett vanligt stift som inte heller bytte namn efter flytten av biskopssätet. Från Salzburgs ärkestift knoppades av ett stift med säte i Leoben, men när dess förste och ende biskop dog övertog Seckaus stift ansvaret för området. Stiftets nuvarande gränser tillkom 1859, då Leobens stift formellt gick upp i Seckaus samtidigt som Seckaus stift släppte sina sydliga delar, huvudsakligen bebodda av slovener, till Lavants stift i nuvarande Slovenien. 
Det nuvarande namnet Graz-Seckaus stift infördes 1963.

## Biskopar
Bland biskopar av Sackau märks:
- Karl von Friesach, den förste biskopen av Sackau, som innehade biskopsstolen 1218–1230
- Anton von Firmian (1724–1727), sedan ärkebiskop av Salzburg
- Jakob Ernst von Liechtenstein-Kastelkorn (1727–1738), från 1745 ärkebiskop av Salzburg
- Leopold Ernst von Firmian (1739–1763), furstbiskop av Trient och av Passau innan han blev biskop av Seckau
- Joseph Othmar von Rauscher (1849–1853), därefter ärkebiskop av Wien, kardinal
- Johann Weber (1969–2001), den förste som benämndes biskop av Graz-Seckau
- Egon Kapellari (2001–2015)
- Wilhelm Krautwaschl (från 2015)